# 克利尼昂库尔圣母院

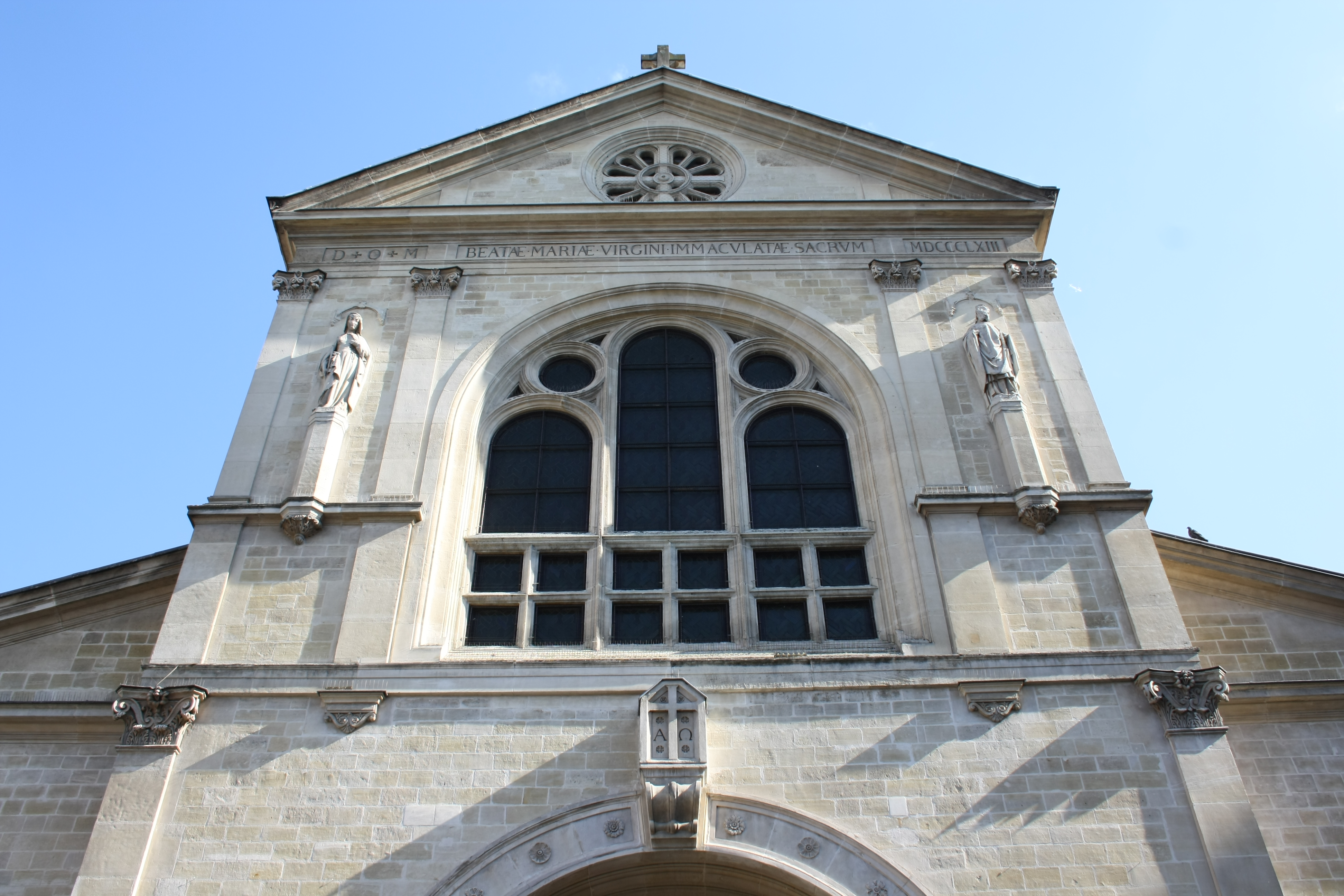
克利尼昂库尔圣母院的正面

克利尼昂库尔圣母院（Notre-Dame de Clignancourt）是巴黎的一個天主教教堂，位於巴黎十八區。克利尼昂库尔圣母院竣工於1863年，教堂的名稱取自於克利尼昂库尔村——蒙馬特附近的一個地區，在1860年併入巴黎。教堂的為新古典主義羅馬式建築。

## 外部連結
- Official website（页面存档备份，存于） （法文）
- Notre-Dame de Clignancourt（页面存档备份，存于） on Patrimoine-Histoire （法文）

48°53′35″N 2°20′42″E / 48.89306°N 2.34500°E